# Rhodospiza
Rhodospiza là một chi chim trong họ Fringillidae.

## Các loài
- Sẻ sa mạc (Rhodospiza obsoleta)